# Russell Cave nationalmonument

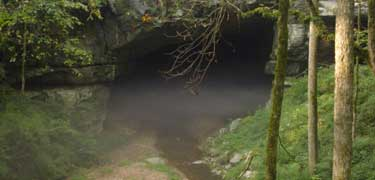
Russell Cave nationalmonument

Russell Cave nationalmonument ligger i delstaten Alabama i USA. Det är en grotta med 10 000 år gamla spår av människor.